# Річард Ейрі, 1-й барон Ейрі

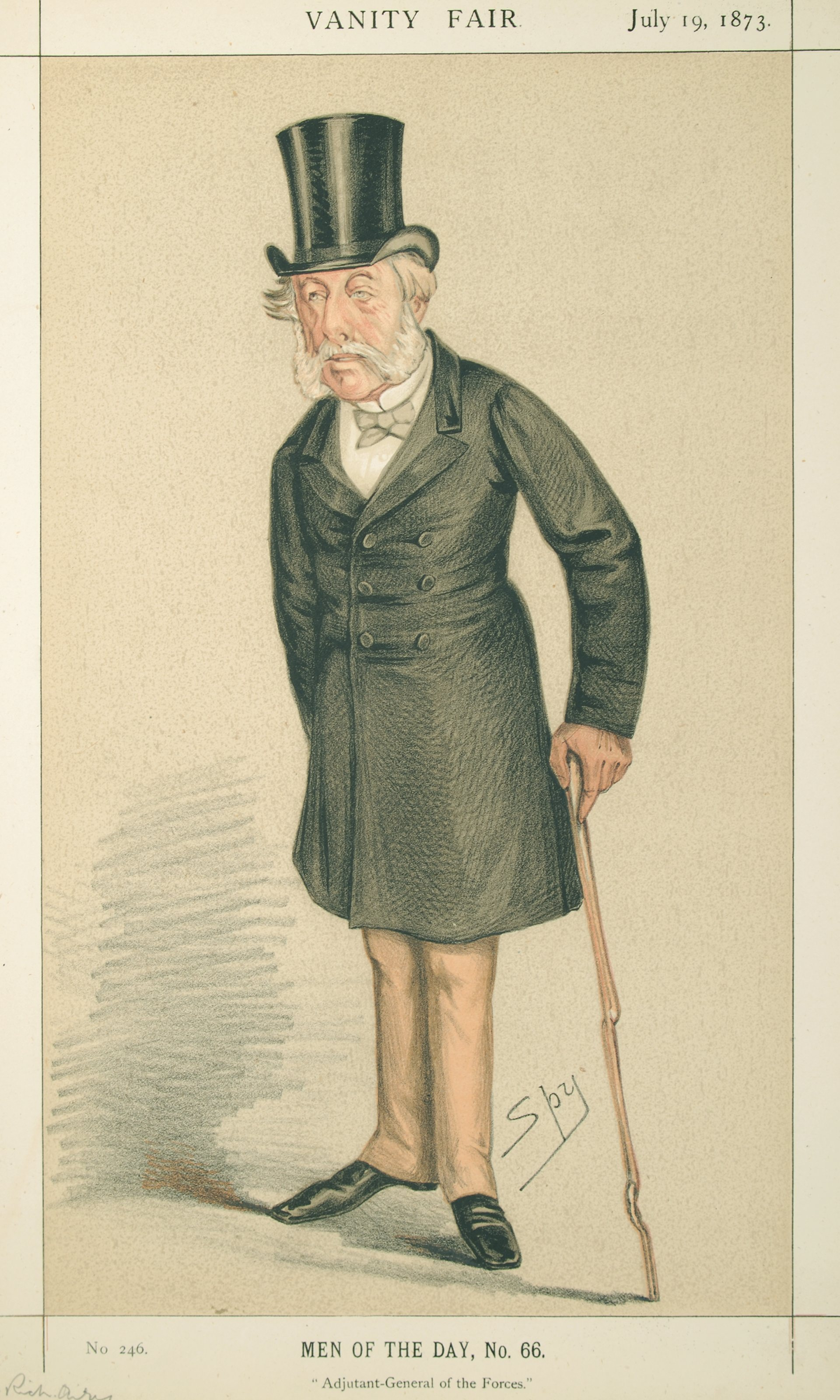
Карикатура "Шпигуна" для Vanity Fair, 1873

Генерал Річард Ейрі, 1-й барон Ейрі (англ. Richard Airey, квітень 1803 — 14 вересня 1881), відомий як сер Річард Ейрі між 1855 і 1876 роками, був старшим офіцером британської армії 19-го століття.

## Передумови
Народився в Ньюкасл-апон-Тайн, Нортумберленд, Ейрі був старшим сином генерал-лейтенанта сера Джорджа Ейрі та його дружини Кетрін Талбот, дочки Річарда Талбота та Маргарет Талбот, 1-ї баронеси Талбот з Малахайду.

## Військова кар'єра
Ейрі навчався в Королівський військовий коледж у Сандгерсті, і вступив до армії як прапорщик 34-го (Кумберлендського) піхотного полку в 1821 році. Він став капітаном у 1825 році та служив ад'ютантом у штабі сера Фредеріка Адама на Іонічних островах (1827–1830) і в штабі лорда Ейлмера в Північній Америці (1830–1832). У 1838 році Ейрі, тоді підполковник, пішов до Кінної гвардії як помічник генерал-ад'ютанта. У 1847 році він був призначений помічником генерал-квартирмейстера, посаду, яку він обіймав до 1851 року. З 1852 по 1854 рік він був військовим секретарем головнокомандувача лорда Хардінджа.
У 1854 році йому було надано командування бригадою в армії, відправленій на Схід, звідки, однак, він був швидко переведений на обтяжливу та складну посаду генерал-квартирмейстера під командуванням лорда Раглана, на якій він служив протягом кампанії в Кримській війні. Його начальники, лорд Раглан і сер Джеймс Сімпсон, дали йому надзвичайно сприятливі відгуки і за його службу він був зроблений генерал-майором у грудні 1854 року та нагороджений Лицарем-Командором Ордена Лазні (KCB). Виконуючи інструкції Раглана, Ейрі віддав фатальний наказ про Атаку легкої бригади. Його також критикували за некомпетентність у забезпеченні постачання та транспортування. Ейрі вимагав розслідування після свого повернення до Англії, яке відбулося під керівництвом лорда Сітона і повністю його виправдало, але він так і не оговтався від наслідків переслідування з боку своїх критиків.
У 1855 році він повернувся до Лондона, щоб стати генерал-квартирмейстером сил вдома. У 1862 році він був підвищений до генерал-лейтенанта, а з 1865 по 1870 рік був губернатором Гібралтару, отримавши звання Лицаря Великого Хреста Ордена Лазні (GCB) у 1867 році. У 1870 році він став генерал-ад'ютантом сил у штабі, а наступного року отримав повне звання генерала. 29 листопада 1876 року, після виходу на пенсію, він був піднесений до перства Сполученого Королівства як барон Ейрі з Кіллінгворта в графстві Нортумберленд. У 1879–1880 роках він головував на знаменитій комісії Ейрі з реформи армії.

## Сім'я
У 1838 році він одружився зі своєю двоюрідною сестрою Гаррієт Мері Еверард Талбот (пом. 28 липня 1881 року), дочкою Джеймса Талбота, 3-го барона Талбота з Малахайду. Їхня єдина дочка, Кетрін Маргарет Ейрі (пом. 22 травня 1896 року), вийшла заміж за сера Гірса Коттерелла, 3-го баронета. Ейрі помер у будинку лорда Вулзлі в Лезерхед, Суррей, коли його титул згас.